# EN131090 (Meteoroid)

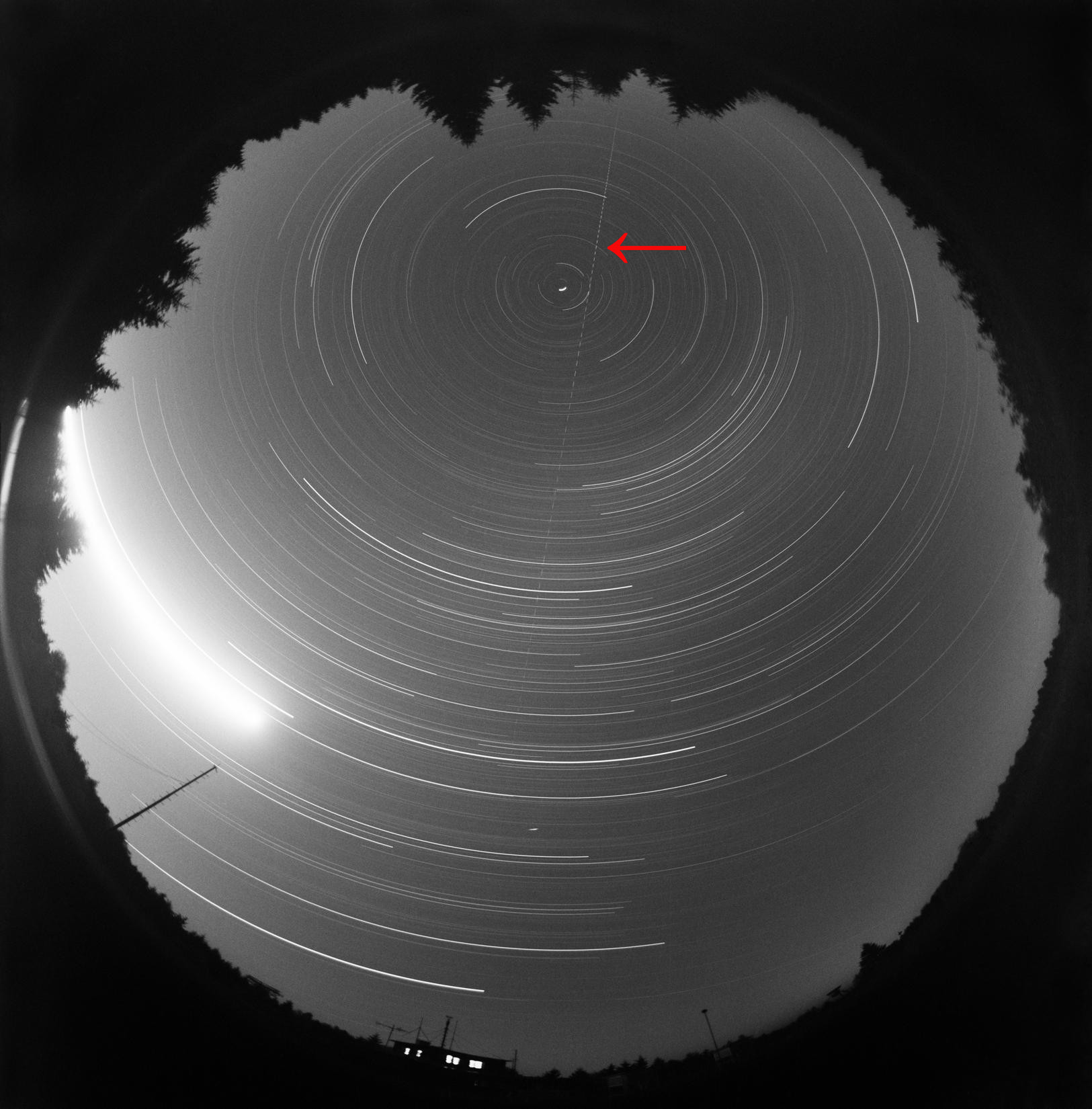
All-Sky-Foto mit dem erdstreifenden Meteoroiden vom 13. Oktober 1990 (die schwache, nahezu vertikale Spur rechts vom Polarstern), aufgenommen in Červená hora, Tschechoslowakei. Die helle Spur links ist der Mond.

Am 13. Oktober 1990 trat der Meteoroid EN131090 mit einer geschätzten Masse von 44 Kilogramm über der Tschechoslowakei und Polen in die Erdatmosphäre ein und kehrte nach wenigen Sekunden in den Weltraum zurück. Beobachtungen von solchen Ereignissen sind sehr selten; dies war die zweite Aufnahme mit wissenschaftlichen astronomischen Instrumenten (nach dem Feuerball vom 10. August 1972) und die erste Aufnahme aus zwei entfernten Positionen, die die Berechnung mehrerer seiner Umlaufbahnmerkmale ermöglichte. Die Begegnung mit der Erde veränderte seine Umlaufbahn erheblich und in geringerem Maße einige seiner physikalischen Eigenschaften, etwa die Masse und die Struktur seiner äußeren Schicht.

## Beobachtungen
Visuelle Beobachtungen berichteten drei unabhängige tschechische Beobachter: die Astronomen Petr Pravec, Pavel Klásek und Lucie Bulíčková. Ihrem Bericht zufolge begann das Ereignis um 03:27:16 ± 3 UT und der beobachtete helle Meteor bewegte sich von Süden nach Norden. Er hinterließ eine Spur, die 10 Sekunden lang sichtbar war.
Die meisten Daten über die Begegnung wurden mit fotografischen Beobachtungen von Kameras des Feuerkugelnetzes erfasst. Es war das erste Ereignis dieser Art, das von Kameras aus zwei entfernten Orten in Červená Hora und Svratouch (beide in Tschechien) aufgezeichnet wurde und die Berechnung der Umlaufbahnmerkmale des Meteoroiden mit geometrischen Methoden ermöglichte. Beide waren mit All-Sky-Fischaugenobjektiven ausgestattet.
Das Bild von Červená hora war besonders wertvoll. Es zeichnete die Flugbahn des Feuerballs über ungefähr 110° auf, beginnend 51° über dem südlichen Horizont, passierte den Zenit nur 1° nach Westen und verschwand nur 19° über dem nördlichen Horizont (wodurch etwa 60 % des Himmels überquert wurden). Die Kamera war mit einem rotierenden Verschluss ausgestattet, der die Belichtung 12,5 Mal pro Sekunde unterbrach und die aufgenommene Spur des Feuerballs teilte, was die Bestimmung der Geschwindigkeit ermöglichte. In den letzten 4° war die Winkelgeschwindigkeit des Feuerballs niedriger als die Auflösung des Instruments. Das Svratouch-Bild zeichnete die Flugbahn nur für etwa 15° auf, beginnend bei 30° über dem nordwestlichen Horizont, und der abgebildete Feuerball war ziemlich schwach. Trotzdem reichten die Daten für die Berechnungen aus.
Gotfred M. Kristensen detektierte die Feuerkugel in Havdrup, Dänemark, unter Verwendung eines Funkempfängers mit einem angeschlossenen Messschreiber für 78 Sekunden, bei 03:27:24 ± 6 UT.

## Begegnungsdaten

Ein Teil der Spur des Meteoroiden über der Tschechoslowakei und Polen, die von Kameras des Feuerkugelnetzes aufgenommen wurde.

Der Meteoroid streifte die Erdatmosphäre recht flach, zum Beispiel im Vergleich zum Feuerball vom 10. August 1972 über den USA und Kanada. Er wurde nördlich von Uherský Brod in der Tschechoslowakei in einer Höhe von 103,7 Kilometern sichtbar, näherte sich der Erdoberfläche bis auf 98,67 Kilometer nordöstlich von Wrocław in Polen und verschwand in einer Höhe von 100,4 Kilometern nördlich von Posen in Polen. Er wäre wahrscheinlich noch sichtbar gewesen, bis er eine Höhe von 110 Kilometern über der südlichen Ostsee erreicht hätte.
Die absolute Helligkeit des Meteoroiden (die scheinbare Helligkeit, die er in einer Höhe von 100 Kilometern im Zenit des Beobachters haben würde) betrug ungefähr –6 und variierte während der wenigen Sekunden der Beobachtung nicht signifikant. Während der Beobachtungszeit legte er in 9,8 Sekunden eine Strecke von 409 Kilometern zurück. Er bewegte sich mit einer Geschwindigkeit von 41,74 Kilometern pro Sekunde, die sich während des Fluges nicht messbar änderte. Jiří Borovička und Zdeněk Ceplecha von der Sternwarte Ondřejov in der Tschechoslowakei schätzten, dass die durch die Reibung der Atmosphäre verursachte Verzögerung des Feuerballs im Perigäum, dem Punkt der größten Erdannäherung, nur 1,7 Meter pro Sekundenquadrat betrug und seine Geschwindigkeit um nur 0,012 Kilometer pro Sekunde oder weniger als 0,03 % verringert wurde. Dies entspricht gut den Computersimulationen von D. W. Olson, R. L. Doescher und K. M. Watson von der Texas State University, die zu dem Schluss kamen, dass die Verzögerung bis auf einige Sekunden in der Nähe des Perigäums weniger als 0,5 Meter pro Sekundenquadrat betrug. Dieser kleine Geschwindigkeitsverlust von etwa 12 Metern pro Sekunde entsprach einem Verlust an kinetischer spezifischer Energie (gegenüber dem Bezugssystem der Erde) von 0,5 Megajoule pro Kilogramm, der in Wärme und möglicherweise Schall umgewandelt wurde. Die Änderung des Geschwindigkeitsvektors des Objekts aufgrund der Schwerkraft der Erde während der Stunden in der Nähe der Erde lag in der Größenordnung von Kilometern pro Sekunde (siehe #Orbit).
Die Software berechnete auch die augenblickliche scheinbare Helligkeit des Feuerballs am Boden. Die Berechnung begann und endete mit Höhen von ungefähr 250 Kilometern, lange bevor und nachdem die Kameras des Feuerballnetzwerks sie beobachten konnten. Seine scheinbare Helligkeit begann bei einem Wert von +5,7 und wurde ziemlich schnell heller. Das Programm ergab eine scheinbare Helligkeit von –5,7, wenn es von einer Kamera gesehen wurde, und –6,3 am Perigäum. Der Feuerball wurde anschließend gedimmt, mit einer scheinbaren Größe von –5,4, als er zuletzt von den Kameras gesehen wurde, und einem endgültigen berechneten Wert von +6,0 in einer Höhe von 257 Kilometern. Diese Werte sind nicht sicher, da das Programm mit der vereinfachten Annahme arbeitete, dass sich die Lichtausbeute des Feuerballs entlang der Strecke nicht geändert hat. Die anfängliche scheinbare Helligkeit ist nicht weit von den Sichtbarkeitsgrenzen für das bloße Auge entfernt. Zum Beispiel können schwache Sterne der Stärke +6 nur in dunklen ländlichen Gebieten beobachtet werden, die ungefähr 150 Kilometer von Großstädten entfernt sind. Diese Größe entspricht der scheinbaren Helligkeit von Uranus. Am hellsten war er mehrmals so hell wie die maximale Helligkeit der Venus.
| Parameter des Meteoroiden | Beginn             | Perigäum           | Ende               |
| ------------------------- | ------------------ | ------------------ | ------------------ |
| Geschwindigkeit           | 47,1 km/s          | 47,1 km/s          | 47,1 km/s          |
| Höhe                      | 103,7 km           | 98,67 km           | 100,4 km           |
| Koordinaten               | 49,050 N, 17,650 O | 51,350 N, 17,200 O | 51,683 N, 17,067 O |
| Absolute Helligkeit       | −5,6               | −6,2               | −6,1               |
| Scheinbare Helligkeit     | −5,7               | −6,3               | –5,4               |

## Physikalische Eigenschaften
Der Meteoroid war ein Feuerball vom Typ I, das heißt ein gewöhnlicher Chondrit. Als er in die Erdatmosphäre eintrat, betrug seine Masse etwa 44 Kilogramm, was auf der Grundlage der gemessenen Werte seiner absoluten Größe und Geschwindigkeit geschätzt wurde. Aus der bekannten Dichte gewöhnlicher Chondrite (3,40 ± 0,15 Gramm pro Kubikzentimeter für gewöhnliche Chondrite der H-Gruppe, 3,40 ± 0,15 Gramm pro Kubikzentimeter für die L-Gruppe und 3,29 ± 0,17 Gramm pro Kubikzentimeter für die LL-Gruppe) ergibt sich ein ungefährer Durchmesser des Meteoroiden zwischen 28,5 und 30 Zentimetern. Während der Begegnung verlor er etwa 350 Gramm. Computersimulationen zeigten, dass er ungefähr in dem Moment an Masse verlor, als er für die Kameras des Feuerballnetzwerks in einer Höhe von 100,6 Kilometern sichtbar wurde. Der Massenverlust dauerte 35 Sekunden, bis er eine Höhe von 215,7 Kilometern erreichte. Seine Oberfläche schmolz und verfestigte sich nach dem Verlassen wieder, was bedeutet, dass seine Oberfläche zu einer typischen meteoroidischen Fusionskruste wurde.
Der Meteoroid war für das Leben auf der Erde nicht gefährlich. Selbst wenn er untere Teile der Atmosphäre erreicht hätte, hätte er sich so stark erwärmt, dass er hoch über dem Boden explodiert wäre und nur einige kleine Teilchen es möglicherweise bis zur Erdoberfläche geschafft hätten.

## Orbit

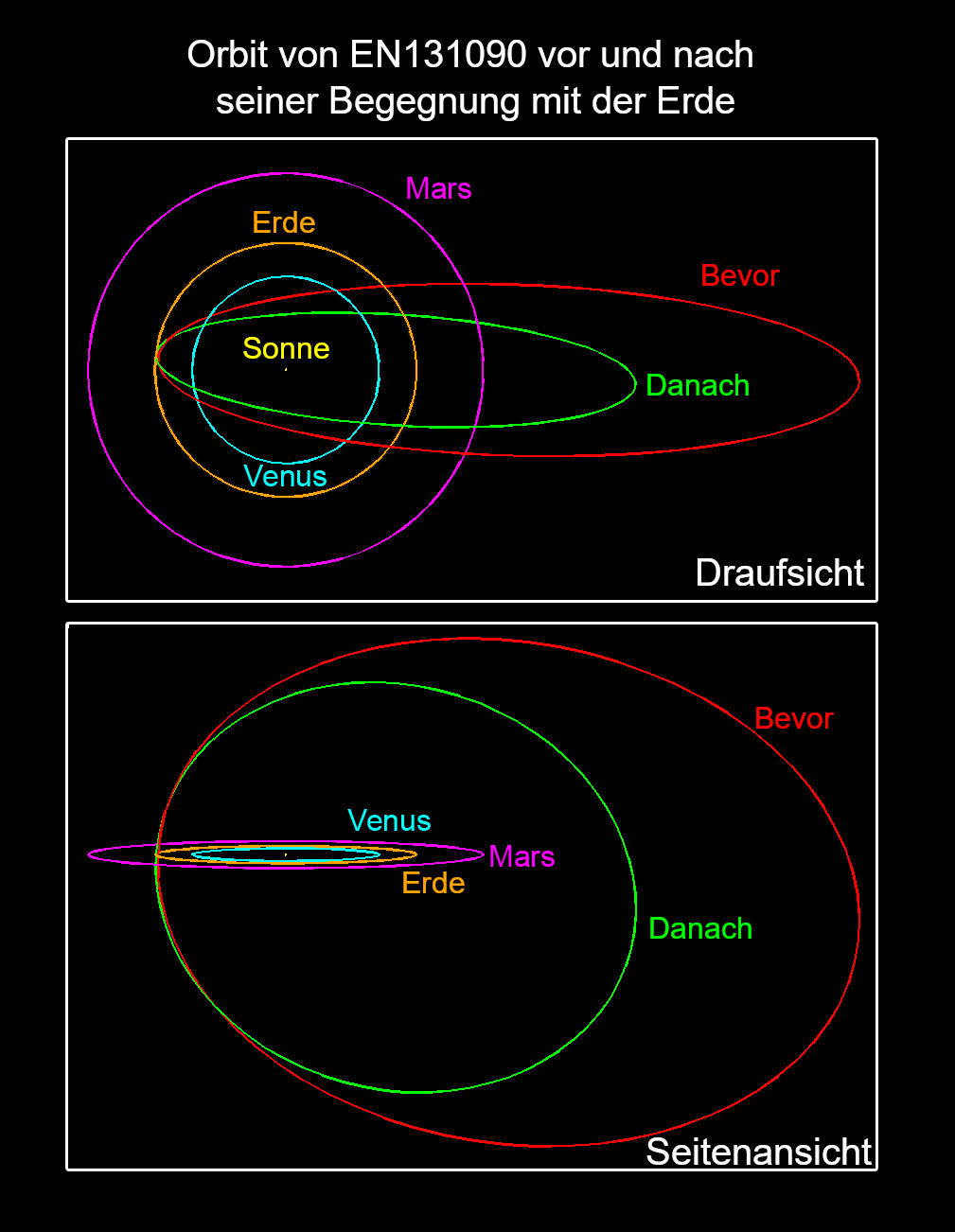
Umlaufbahn des Meteoroiden vor und nach dem Streifen der Erdatmosphäre.

Da der Feuerball von zwei Kameras des Feuerballnetzwerks aufgenommen worden war, war es möglich, die Bahn seines Fluges durch die Atmosphäre und anschließend auch die Eigenschaften seiner Umlaufbahn vor und nach der Begegnung im Sonnensystem zu berechnen. Die Berechnungen wurden von den tschechischen Astronomen Pavel Spurný, Zdeněk Ceplecha und Jiří Borovička vom Ondřejov-Observatorium veröffentlicht, die sich auf Meteoroidenbeobachtungen spezialisiert haben. Sie zeigten, dass die Schwerkraftumlenkung der Erde die Umlaufbahn des Meteoroiden erheblich veränderte. Sein Aphel, das heißt sein sonnenfernster Punkt, und seine Umlaufzeit wurden auf fast die Hälfte ihrer ursprünglichen Werte gesenkt. Das Objekt befand sich ursprünglich in einer stark geneigten Umlaufbahn von 71° und endete in einer Umlaufbahn mit einer etwas höheren Neigung von 74°.
| Orbitalmerkmale                 | Vor der Begegnung  | Nach der Begegnung |
| ------------------------------- | ------------------ | ------------------ |
| Große Halbachse                 | 2,72 ± 0,08 AE     | 1,87 ± 0,03 AE     |
| Exzentrizität                   | 0,64 ± 0,01        | 0,473 ± 0,009      |
| Perihel                         | 0,9923 ± 0,0001 AE | 0,9844 ± 0,0002 AE |
| Aphel                           | 4,45 ± 0,15 AE     | 2,76 ± 0,07 AE     |
| Argument der Periapsis          | 9,6 ± 0,1°         | 16,6 ± 0,2°        |
| Länge des aufsteigenden Knotens | 19,671°            | 19,671°            |
| Bahnneigung                     | 71,4 ± 0,2°        | 74,4 ± 0,2°        |
| Umlaufzeit                      | 4,5 ± 0,2 Jahre    | 2,56 ± 0,06 Jahre  |

Ungefähr alle 2,5 oder 2,6 Jahre kehrt das Objekt zu dem Punkt im Sonnensystem zurück, an dem die Begegnung von 1990 stattgefunden hat, und die Erde kommt jedes Jahr zu demselben Punkt zurück. Der Zeitraum ist nicht genau genug bekannt, um vorherzusagen, wann die nächste Begegnung zwischen den beiden stattfinden wird.

## Ähnliche Ereignisse
Obwohl das Eindringen von Meteoroiden in die Erdatmosphäre sehr häufig ist, ist es ziemlich selten, einen ähnlichen Flug durch die oberen Schichten der Atmosphäre aufzuzeichnen.  Wahrscheinlich geschah das erste zuverlässig überprüfte am 20. Juli 1860 über dem amerikanischen Bundesstaat New York. Der tschechoslowakisch-polnische Feuerball wird manchmal mit dem Feuerball vom 10. August 1972 über Utah (USA) und Alberta (Kanada) verglichen, dem ersten wissenschaftlich beobachteten und untersuchten Ereignis dieser Art.  Der Feuerball von 1972 war mehr als tausendmal so massiv und näherte sich der Erdoberfläche bis auf 40 Kilometer. Beobachtungsdaten von beiden Ereignissen halfen bei der Entwicklung einer Methode zur Berechnung der Trajektorien solcher Körper, die später bei der Berechnung der Trajektorie eines anderen erdstreifenden Meteoroiden verwendet wurde, die am 29. März 2006 über Japan beobachtet wurde.